# Bruno Kaye
Bruno Kaye (* 2. Mai 1878 in Wenden; † 29. April 1946 in Braunschweig) war ein deutscher Landwirt und Politiker (DDP).

## Leben
Kaye war beruflich als Landwirt in Wenden bei Braunschweig tätig. Er trat während der Zeit der Weimarer Republik in die DDP ein, für die er von 1922 bis 1924 als Abgeordneter dem Braunschweigischen Landtag angehörte.